# Aeroport de Londres-Stansted

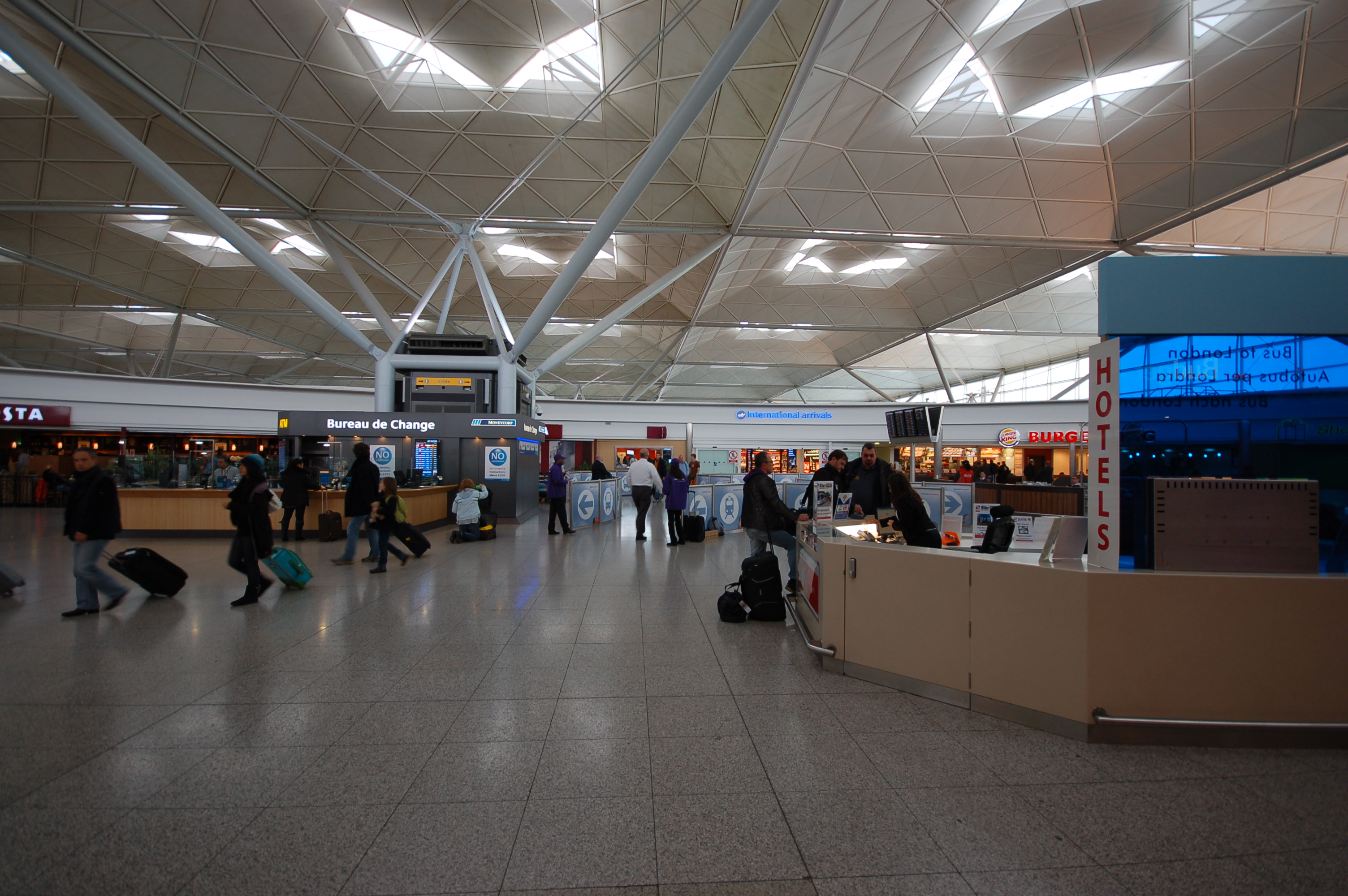
Interior de l'aeroport

L'Aeroport de Londres-Stansted (codi IATA: STN, codi OACI: EGSS) (en anglès: London Stansted Airport) és un aeroport que dona servei a Londres. Està localitzat a la població de Stansted Mountfitchet, dins el comtat d'Essex i a 48 km al nord-est de Central London. L'aeroport és operat i propietat de MAG (Manchester Airports Group), el qual també s'encarrega de l'Aeroport de Manchester.
L'Aeroport de Londres-Stansted va gestionar més de 18 milions de passatgers durant l'any 2010, convertint-se en el tercer aeroport més transitat de Londres i del Regne Unit (després de Heathrow i Gatwick) i el 22è més transitat d'Europa. És un centre de connexions per algunes de les principals aerolínies de baix cost europees, i esdevingué la principal base de Ryanair amb més de 100 destinacions que ofereix l'aerolínia.

## Història
Va ser obert l'any 1943 com un aeròdrom i va ser utilitzat durant la Segona Guerra Mundial per la Royal Air Force i les Forces Aèries de l'Exèrcit dels Estats Units com un camp d'aviació de bombarders i com un centre de manteniment. Després de la retirada dels americans el 12 d'agost de 1945, Stansted va passar sota el control del Ministeri de l'Aire britànic. Entre el març de 1946 i l'agost de 1947, va ser utilitzat per allotjar el presoners de guerra alemanys. Finalment, el Minsteri d'Aviació Civil va prendre el control de l'aeroport l'any 1949 i va començar a servir de base de diferents companyies de vols xàrter del Regne Unit. L'exèrcit dels Estats Units va tornar el 1954 per tal d'ampliar la pista d'aterratge a causa d'una possible traspàs a l'OTAN.
L'any 1966, BAA va assumir la responsabilitat de l'aeroport. El govern britànic i BAA tenien previst desenvolupar l'aeroport de Stansted com el tercer aeroport de Londres, per alleujar la futura saturació dels aeroports de Heathrow i Gatwick. El primer edifici terminal de l'aeroport es va inaugurar el 1969 i va ser ampliat l'any següent per tal de fer front al creixent nombre de passatgers. L'any 1984, el govern va desenvolupar un pla per a Stansted repartit en dues fases, que permetia elevar la capacitat de l'aeroport a més de 15 milions de passatgers anuals. La construcció de l'actual edifici terminal va començar el 1988 i no es va acabar fins al març de 1991, i va ser dissenyada pel famós arquitecte Norman Foster. En aquell moment era l'aeroport més modern del món. El novembre de 2006, el Consell del Districte de Uttlesford va rebutjar la sol·licitud de BAA d'augmentar la capacitat de l'aeroport. BAA va apel·lar la decisió i es va obrir una investigació pública fins a l'octubre de 2007. Una sèrie de desfiaments legals per la campanya contra l'expansió de l'aeroport Stop Stansted Expansion (SSE) van ser rebutjades pel Tribunal Suprem britànic l'any 2009.

## Aerolínies i destinacions
| Aerolínies                             | Destinacions |
| -------------------------------------- | --- |
| AirAsia X                              | Kuala Lumpur |
| Atlantic Airways                       | de temporada: Vágar |
| Aurigny Air Services                   | Guernsey, Jersey |
| EasyJet                                | Alacant, Amsterdam, Astúries, Barcelona, Belfast-International, Bilbao, Càller, Copenhagen, Edimburg, Faro, Fuerteventura, Glasgow-International, Ljubljana, Lió, Madeira, Màlaga, Múnic, Nàpols, Niça, Palma, Praga, Tallinn de temporada: Bodrum, Dalaman, Dubrovnik, Ginebra, Grenoble, Eivissa, Split |
| Emirates                               | Dubai |
| Germanwings                            | Colònia/Bonn, Hannover, Stuttgart |
| Laudamotion                            | Viena (comença el 28 d'octubre del 2018) |
| North Cyprus Airlines                  | Ercan, Istanbul-Atatürk |
| Pegasus Airlines                       | Istanbul-Sabiha Gökçen de temporada: Bodrum, İzmir |
| Pobeda                                 | Sant Petersburg (comença el 12 d'octubre del 2018) |
| Ryanair                                | Aarhus, Agadir, l'Alguer, Alacant, Ancona, Barcelona, Bari, Bergerac, Bèrgam, Berlín-Schönefeld, Biarritz, Billund, Bolonya, Bratislava, Bremen, Brindisi, Brno, Bydgoszcz, Carcassonna, Corfú, Cork, Derry, Dinard, Dublín, Eindhoven, Faro, Fes, Frankfurt-Hahn, Fuerteventura, Gdańsk, Gènova, Girona, Glasgow-Prestwick, Göteborg-City, Graz, Haugesund, Eivissa, Jerez de la Frontera, Karlsruhe/Baden-Baden, Katowice, Kaunas, Kerry, Klagenfurt, Knock, Cracòvia, La Rochelle, Lamezia Terme, Lanzarote, Las Palmas de Gran Canaria, Limoges, Linz, Łódź, Lourdes, Lübeck, Madrid, Màlaga, Marràqueix, Marsella, Memmingen, Murcia, Oslo-Rygge, Oslo-Torp, Palerm, Palma, Parma, Perugia, Pescara, Pisa, Plovdiv, Poitiers, Porto, Poznań, Riga, Rimini, Rodez, Roma-Ciampino, Rzeszow, Salzburg, Santander, Sevilla, Shannon, Estocolm-Skavsta, Estocolm-Västerås, Szczecin, Tampere, Tenerife-Sud, Tessalònica, Toló, Tours, Treviso, Trieste, Torí, València, Valladolid, Verona, Vílnius, Weeze, Wrocław, Saragossa de temporada: Almeria, Cuneo, Grenoble, Perpinyà, Pula, Reus, Rodes, Rijeka, Santiago de Compostela, Vigo, Zadar |
| Turkish Airlines operat per AnadoluJet | Ankara |